# Kanton La Charité-sur-Loire
La Charité-sur-Loire is een kanton van het Franse departement Nièvre. Het kanton maakt deel uit van het arrondissement Cosne-Cours-sur-Loire.

## Gemeenten
Het kanton La Charité-sur-Loire omvatte tot 2014 de volgende 14 gemeenten:
- Beaumont-la-Ferrière
- La Celle-sur-Nièvre
- Champvoux
- La Charité-sur-Loire (hoofdplaats)
- Chasnay
- Chaulgnes
- La Marche
- Murlin
- Nannay
- Narcy
- Raveau
- Saint-Aubin-les-Forges
- Tronsanges
- Varennes-lès-Narcy

Ingevolge de herindeling van de kantons bij decreet van 18 februari 2014 met uitwerking op 22 maart 2015 werd het kanton uitgebreid met volgende 14 gemeenten uit het voormalige kanton Prémery: 
- Arbourse
- Arthel
- Arzembouy
- Champlemy
- Champlin
- Dompierre-sur-Nièvre
- Giry
- Lurcy-le-Bourg
- Montenoison
- Moussy
- Oulon
- Prémery
- Saint-Bonnot
- Sichamps